# Sue Hendrickson
Susan „Sue“ Hendrickson (* 2. Dezember 1949 in Chicago, Illinois) ist eine US-amerikanische Paläontologin.

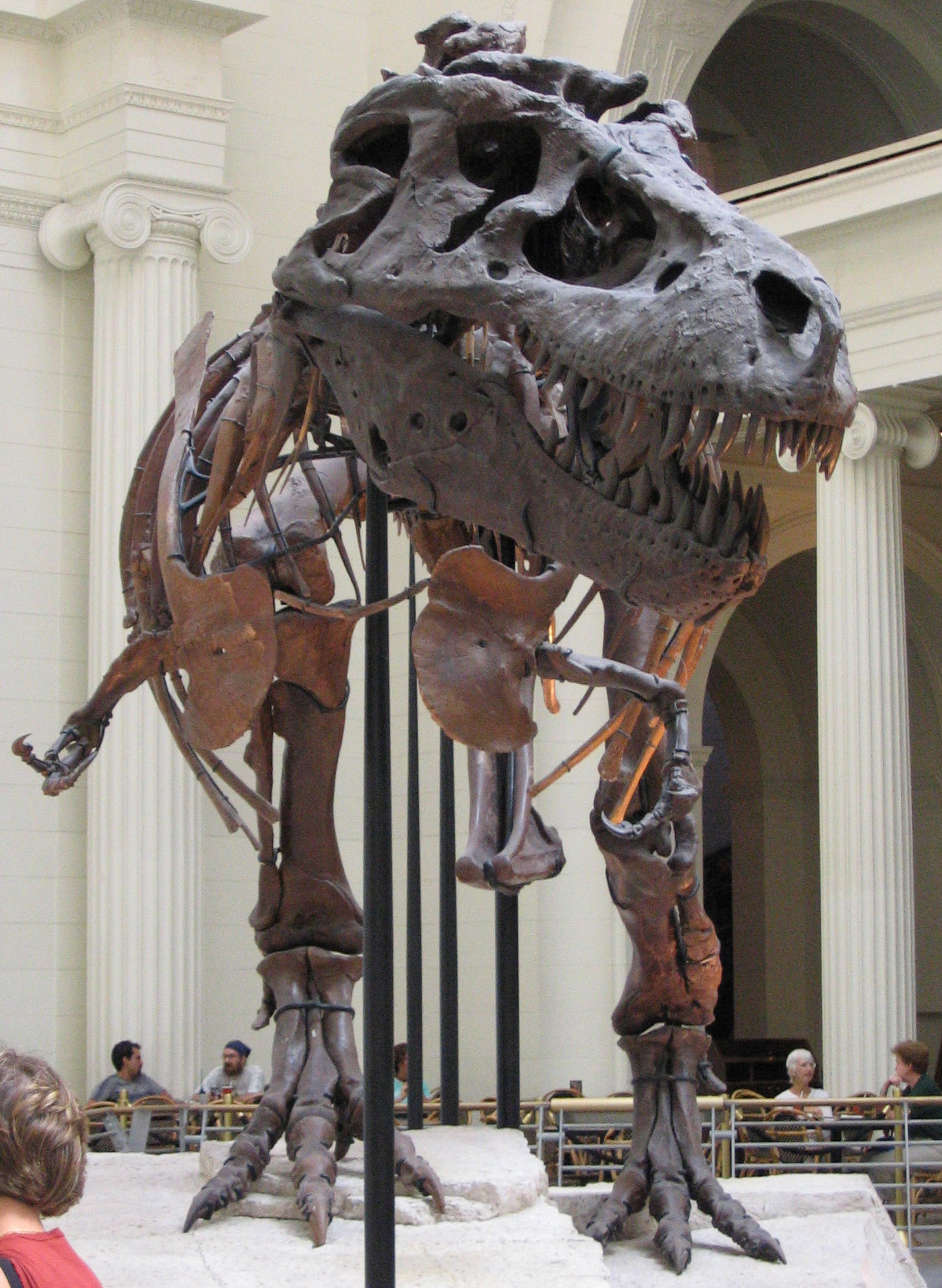
Der von Hendrickson entdeckte Tyrannosaurus rex „Sue“

## Leben und Wirken
Sie ist bekannt für ihre Entdeckung der Überreste des nach ihr benannten Tyrannosaurus rex „Sue“ in South Dakota am 12. August 1990. Es ist das größte, umfassendste und am besten erhaltene Skelett dieser Art, das je entdeckt wurde. Sie hat auch andere wichtige Fossilien und Artefakte auf der ganzen Welt entdeckt. Sue Hendrickson ist außerdem seit 1971 eine professionelle Taucherin.
Im Jahr 2001 veröffentlichte sie eine Autobiographie mit dem Titel Hunt for the Past: My Life as an Explorer.
Sue Hendrickson lebt auf der Insel Guanaja, vor der Küste von Honduras.
Sie ist Mitglied der Paleontological Society, des Explorers Club und der Society for Historical Archaeology.

## Auszeichnungen
Im Jahr 2000 wurde Sue Hendrickson vom Glamour-Magazin mit dem „Glamour Woman of the Year Awards“ geehrt.
Im gleichen Jahr erhielt sie einen Ehrendoktortitel an der University of Illinois at Chicago.